# Жезказганський мідеплавильний завод
Жезказганський мідеплавильний завод — виробничий майданчик в Улутауській області Казахстану, який здійснює діяльність у галузі кольорової металургії.
Жезказганський мідеплавильний завод ввели в дію у 1971 році. Перші два роки він обробляв чорнову мідь Карсакпайського заводу в електролітичному цеху, а з 1973-го також отримав власне плавильне виробництво, що дало змогу перепрофілювати застарілий Карсакпайський завод. Постачальником концентрату виступає Жезказганська збагачувальна фабрика.
Річна потужність підприємства становить 200 тисяч тонн рафінованої міді. В 2009-му одну з двох печей зупинили, проте в 2018-му її повернули до роботи, що відновило повну потужність майданчика.
Утилізація отриманого під час плавки мідного концентрату сірчаного газу є не тільки невід'ємним елементом виробництва з екологічної точки зору, але й дозволяє випускати великі обсяги товарної сульфатної кислоти. В 1990-х роках, коли різко знизився попит на сульфатну кислоту зі сторони підприємств уранової промисловості, на Жезказганському майданчику довелось просто нейтралізовувати її вапном (альтернативою була лише зупинка всього виробництва). Згодом попит на сульфатну кислоту відновився. Також можливо відзначити, що в середині 2020-х років очікується реалізація проєкту зі спорудження нового цеху сульфатної кислоти потужністю 350 тисяч тонн на рік.
У середині 2010-х років завод пройшов модернізацію з метою його пристосування для роботи з концентратами нових рудників — Актогайського та Бозшакольського.
Первісно Жезказганський мідеплавильний завод діяв у складі Жезказганського гірничо-металургійного комбінату, а наприкінці 1990-х перейшов під контроль корпорації «Казахмис».
Можливо відзначити, що первісно у складі майданчика діяв цех з отримання ренію та осмію, який наразі став окремим заводом «Жезказгансирекмет».